# Engebretson Peak
Der Engebretson Peak ist ein 3271 m hoher Berg im ostantarktischen Viktorialand. Im Johns Hopkins Ridge der Royal Society Range ragt er zwischen dem Sladen Summit und der Borg Bastion auf.
Das Advisory Committee on Antarctic Names benannte ihn 1995 nach dem US-amerikanischen Atmosphärenforscher Mark J. Engebretson vom Augsburg College, einer international anerkannten Koryphäe in der Korrelationsanalysen von Daten aus der Arktis und Antarktis.